# Stirling Albion
Stirling Albion (offiziell: Stirling Albion Football Club) ist ein schottischer Fußballverein aus Stirling. Der Verein spielt in der Scottish League Two, der vierthöchsten Spielklasse im schottischen Fußball.
Der Verein hat die Spitznamen  Binos (Beanos) (abgeleitet von Albion) und Yo-Yos, Yo-Yos, weil Stirling nach einem Aufstieg meistens in der Folgesaison wieder abstieg. Sie spielen im Forthbank Stadium von Stirling in einem Außenbezirk der Stadt nahe dem Forth. Das Vereinslogo zeigt das Wallace Monument und die Ochil Hills.

## Erfolge
- Scottish Division Three: 1946/47